# Nouvelle Droite (France)
Pour les articles homonymes, voir Nouvelle Droite (homonymie).
« Nouvelle Droite » est l'appellation médiatique d'un courant de pensée intellectuel et politique né à la fin des années 1960, notamment en réaction aux événements de Mai 1968, et qui s'est développé dans les années 1970 autour du Groupement de recherche et d'études pour la civilisation européenne (GRECE) »), et notamment de sa revue Nouvelle École qui en publie la liste dans son numéro d'août-septembre 1968 : on y trouve Roger Lemoine, ancien secrétaire d’Europe-Action et futur président, puis président d'honneur du GRECE, Jacques Bruyas, ancien responsable de la Fédération des étudiants nationalistes et d’Europe-Action à Nice, Jean-Claude Valla, futur rédacteur en chef de la revue Éléments, Dominique Venner (Julien Lebel), l'écrivain Jean Mabire, Michel Marmin, Pierre Vial, Dominique Gajas, etc. 
L’expression « Nouvelle Droite » est ambiguë, en ce qu’elle est utilisée pour désigner un courant de pensée polymorphe et pluriel. Elle l’est d’autant plus que le courant en question aurait voulu substituer la dénomination de « Nouvelle Culture » à l'étiquette médiatique de « Nouvelle Droite », finalement assumée. Souvent considérés comme d’extrême droite, les penseurs de la « Nouvelle Droite » récusent en effet cette classification et remettent même en cause la pertinence de la dichotomie gauche-droite. 
Pierre Milza en donne la définition suivante dans Fascisme français, passé et présent :
« Par Nouvelle Droite proprement dite, j'entendrai donc ici l'ensemble des individus, des petits cercles, des revues, des entreprises éditoriales qui se trouvent directement rattachés au GRECE et le corpus de textes et de thèmes qui ont été produits depuis vingt ans par cette « société de pensée à vocation intellectuelle », en particulier par son principal animateur Alain de Benoist, alias Fabrice Laroche, auteur prolifique et talentueux de plusieurs ouvrages théoriques — dont le plus important, Vu de droite, est une anthologie de textes critiques — et de très nombreux articles parus dans Le Figaro Magazine, Éléments, Nouvelle École, etc. »